# Östra Älgsjön
Östra Älgsjön är en sjö i Malung-Sälens kommun i Dalarna och ingår i Dalälvens huvudavrinningsområde. Sjön är 5,5 meter djup, har en yta på 0,275 kvadratkilometer och befinner sig 442,4 meter över havet. Sjön avvattnas av vattendraget Älgsjöån. Vid provfiske har abborre och mört fångats i sjön.

## Delavrinningsområde
Östra Älgsjön ingår i det delavrinningsområde (672631-137349) som SMHI kallar för Mynnar i Sångan. Medelhöjden är 473 meter över havet och ytan är 13,14 kvadratkilometer. Det finns inga avrinningsområden uppströms utan avrinningsområdet är högsta punkten. Älgsjöån som avvattnar avrinningsområdet har biflödesordning 6, vilket innebär att vattnet flödar genom totalt 6 vattendrag innan det når havet efter 405 kilometer. Avrinningsområdet består mestadels av skog (76 procent) och sankmarker (16 procent). Avrinningsområdet har 0,65 kvadratkilometer vattenytor vilket ger det en sjöprocent på 4,9 procent.